# Monomorium xanthognathum
Monomorium xanthognathum är en myrart som beskrevs av Arnold 1944. Monomorium xanthognathum ingår i släktet Monomorium och familjen myror. Inga underarter finns listade i Catalogue of Life.